# Chambon, Gard
Chambon är en kommun i departementet Gard i regionen Occitanien i södra Frankrike. Kommunen ligger i kantonen Génolhac som tillhör arrondissementet Alès. År 2022 hade Chambon 262 invånare.

## Befolkningsutveckling
Antalet invånare i kommunen Chambon
Referens:INSEE